# De Goede Vriendschap
De Goede Vriendschap was een suikerrietplantage aan de Commewijnerivier in het district Commewijne in Suriname. Hij lag links bij het opvaren, stroomafwaarts naast plantage Mariënbosch en stroomopwaarts naast plantage Schaapstede. De plantages  Rijnberk, Schaapstede en de Goede Vriendschap waren ontstaan door verkaveling van twee plantages van 500 akkers in drie stukken.

## Geschiedenis
De plantage werd omstreeks 1745 aangelegd door Wilhelm Carl Strube, eigenaar van de suikerplantage Hanover (voorheen Copimawabo) aan de Parakreek en de suikerplantage Groot-Chattillon aan de Surinamerivier.
De weduwe van Strube verkocht na zijn dood de plantage aan Johannes Sohn en George Andries Kerman. Deze twee staan vermeld op de kaart van Alexander de Lavaux. Naar Sohn heette de plantage in het Sranantongo Zon. Sohn overleed in 1766 en werd begraven op de plantage. Hij liet zijn deel van het bezit achter aan de kinderen van Kerman. Zijn weduwe overleed in 1781 en de plantage werd verkocht aan N.J. Bagghen. Er werd toen koffie en katoen verbouwd. Pas in 1835 werd zij weer genoemd als chirurgijnsetablissement. In 1843 werd er “Aan Brouwerslust” aan toegevoegd.
In 1897 werd de plantage in pacht afgestaan aan Van Genderen, die de pacht vervolgens overdroeg aan J.R.C. Gonggrijp, de eigenaar van plantage Kroonenburg. Er werd toen koffie en banaan geteeld. Gonggrijp verkreeg in 1901 het land in eigendom en verkocht het, samen met Kroonenburg, Rijnberk en Schaapstede in 1904 weer terug aan het gouvernement. Er wordt dan tot 1938 citrus, cacao, koffie, koorn, rijst, aardvruchten en bananen geteeld.
A la bonne heure · Anna's Zorg · Akkerboom · Alliance · Alkmaar · Andresa · Auka · Andreesgift · Bantaskine · Barbados · Batavia · Beekenhorst · Belladrum · Bellevue · Belwaarde · Beninenburg · Berg en Dal · Bergen op Zoom · Berlijn (Commewijne) · Berlijn (Para) · Bethlehem · Boksweide · Boston · Botany Bay · Boxel · Bronswijk · Brouwerslust · Bruinendaal · Bucklebury · Buitenrust · Burnside · Cadrosspark · Caledonia · Campenburg · Cannewapibo · Catharina Sophia · Clevia  · Cliffort-Kokshoven · Clyde · Concordia · Concordia en een Kwart Lot · Courcabo · De Dageraad · De Goede Vriendschap · De Resolutie · De Vier Hendrikken · Diamond · Dijkveld · Domburg · Dordrecht · Eendragt · Elisabeth's Hoop · Ellen · L'Espérance (Nickerierivier) · L'Espérance (Surinamerivier) · Esthersrust · Fairfield · Fortuin · Flora · Florentia · Frederiksburg · Frederiksdorp · Frederikslust · Geertruidenberg · Geyersvlijt · Glensander · Gloria · Groot Chatillon · Groot Marseille · Guadeloupe · Hague · Hamburg · Hamilton · Hamptoncourt · Hannover · Hazard · Hebron · Hecht en Sterk · Hooyland · Hope · Houttuin · Huntly · Huwelijkszorg · Inverness · Jagtlust · Jodensavanne · Johan & Margaretha · Johanna Catharina · Johanna Maria · Johannesburg · John · Katwijk · Kent · Kerkshoven · Killenstein · Klein Bellevue · Kleinhoop · Krappahoek · Kroonenburg · Kwatta · La Jalousie · La Prosperité · La Rencontre · La Ressource (Saramacca) · La Ressource (Surinamerivier) · La Singularité · Laarwijk · Leasowes · Leliëndaal · Leonsberg · Livorno · Longmay · Lunenburg · Lust en Rust · Lustrijk · Maasstroom · Margarethenburg · Maria Petronella · Mariënbosch · Mariënburg · Margaretha's Gift · Mary's Hope · Meerzorg · Merveille · Moed en Kommer · Mon Bijou · Mon Souci · Mon Trésor · Monnikendam · Mopentibo · Morgenster · Moy · Nieuw Mocha · Nieuwzorg · Nieuwe Aanleg · De Nieuwe Grond · Nijd en Spijt · Novar · Nursery · Nut en Schadelijk · Onoribo · Onverwacht · Oranibo · Ornamibo · Overbrug · Overtoom 
· Oxford · Palestina · Paradise · Persévérance · Petersburg · Picardië · Peperpot · Pieterszorg · Plaisance · Poelwijk · Potosie · Purmerend · Reijnsdorp · Reijnsfort · Rijnberk · Roosenburg · Rorac · Rust en Werk · Rustenburg · Saltzhalen · Sans Souci · Saphir · Sarah · Sardam · Schaapstede · Schoonoord · Sinabo en Gelre · Sint Barbara · Sint Eustatius · Slootwijk · Sorgvliet · Spieringshoek · Standvastigheid · Suidwijn · Suzanna's Daal · Toevlugt (Surinamerivier) · Tout Lui Faut · Toledo · Totness · Tyronne · 't Vertrouwen · Victoria · Vierkinderen · Visserszorg · Voorburg · Voorzorg (Saramacca) · Vossenburg · Vredenburg · Vriendsbeleid en Ouderzorg · Vreeland · Waltonhall · Waldijk · Waterloo · Wederzorg · Welbedacht · Welgelegen (Commewijne) · Welgelegen (Coronie) · Welgevallen · Weltevreden · Wolffs Capoerica · Wolfenbüttel · 't Ylant · Zoelen · Zorg en Hoop (hout) · Zorg en Hoop (indigo) · Zorg en Hoop (katoen) · Zorg en Hoop (suiker)